# Welcome to the Jungle
"Welcome to the Jungle" is een nummer van de Amerikaanse hardrock band Guns N' Roses, verschenen op hun studio debuutalbum "Appetite for Destruction" (1987). Het is de tweede single van de band.
Het nummer komt van het album "Appetite for Destruction". "Welcome to the Jungle" behaalde een nummer 7-notering in de Billboard Hot 100 en in de Single Top 100 piekte het op positie 84.

## NPO Radio 2 Top 2000
| Nummer met noteringen in de NPO Radio 2 Top 2000 | '16 | '17 | '18 | '19 | '20 | '21 | '22 | '23 | '24 |
| ------------------------------------------------ | --- | --- | --- | --- | --- | --- | --- | --- | --- |
| Welcome to the Jungle                            | 457 | 335 | 228 | 267 | 341 | 314 | 273 | 349 | 363 |

1. ↑  Een vetgedrukt getal geeft de hoogste notering aan.
2. ↑  2016 was het eerste jaar met een notering voor dit nummer.

## Trivia
- Darter Danny Jansen gebruikt het nummer als opkomstmuziek.